# Badminton alla XXVI Universiade
Gli incontri di badminton alla XXVI Universiade si sono disputati presso la Shenzhen Polytechnic Gym e il Longgang Sports Center di Shenzen dal 16 al 22 agosto 2011.

## Podi

### Uomini
| Evento    | Oro | Argento | Bronzo |
| Maschile  | | | |
| Singolare | Suppanyu Avihingsanon | Wen Kai | Takuma Ueda |
| Singolare | Suppanyu Avihingsanon | Wen Kai | Hsueh Hsuan-Yi |
| Doppio    | Thailandia Bodin Isara Maneepong Jongjit | Taipei cinese Fang Chieh-min Lee Sheng-mu                                                                         | Indonesia Rendy Sugiarto Afiat Yuris Wirawan |
| Doppio    | Thailandia Bodin Isara Maneepong Jongjit | Taipei cinese Fang Chieh-min Lee Sheng-mu                                                                         | Taipei cinese Liao Min-chun Wu Chun-wei |
| Femminile | | | |
| Singolare | Cheng Shao-Chieh | Pai Hsiao-Ma | Liu Fang Hua |
| Singolare | Cheng Shao-Chieh | Pai Hsiao-Ma | Shi Xiao Qian |
| Doppio    | Corea del Sud Eom Hye-Won Chang Ye-Na | Taipei cinese Pai Hsiao-Ma Cheng Shao-Chieh                                                                       | Thailandia Nessara Somsri Savitree Amitrapai |
| Doppio    | Corea del Sud Eom Hye-Won Chang Ye-Na | Taipei cinese Pai Hsiao-Ma Cheng Shao-Chieh                                                                       | Taipei cinese Liao Min-chun Wu Chun-wei |
| Misto     | | | |
| Doppio    | Corea del Sud Eom Hye-Won Shin Baek-Cheol | Taipei cinese Hsieh Pei-chen Lee Sheng-Mu                                                                         | Indonesia Shendy Puspa Irawati Ricky Widianto |
| Doppio    | Corea del Sud Eom Hye-Won Shin Baek-Cheol | Taipei cinese Hsieh Pei-chen Lee Sheng-Mu                                                                         | Thailandia Savitree Amitrapai Maneepong Jongjit |
| Squadre   | Indonesia Hera Desi Ana Rachmawati, Afiat Yuris Wirawan, Bellaetrix Manuputty, Senatria Agus Setia Putra, Rian Agung Saputro, Jenna Gozali, Angga Pratama, Rendy Sugiarto, Shendy Puspa Irawati, Komala Dewi, Ricky Widianto | Cina Tao Xun, Wen Kai, Lin Qing, Chen Yulu, Hu Wenqing, Liu Fang Hua, Shi Xiao Qian, Li Tian, Ye Ao Ting, Chen Ni | Thailandia Suppanyu Avihingsanon, Bodin Isara, Maneepong Jongjit, Prinyawat Thongnuam, Nitchaon Jindapol, Chanida Julrattanamanee, Savitree Amitrapai, Nessara Somsri                              |
| Squadre   | Indonesia Hera Desi Ana Rachmawati, Afiat Yuris Wirawan, Bellaetrix Manuputty, Senatria Agus Setia Putra, Rian Agung Saputro, Jenna Gozali, Angga Pratama, Rendy Sugiarto, Shendy Puspa Irawati, Komala Dewi, Ricky Widianto | Cina Tao Xun, Wen Kai, Lin Qing, Chen Yulu, Hu Wenqing, Liu Fang Hua, Shi Xiao Qian, Li Tian, Ye Ao Ting, Chen Ni | Taipei cinese Chang Hsin-yun, Lai Chiawen, Wang Pei-rong, Cheng Shao-chieh, Pai Hsiao-ma, Lee Sheng-mu, Liao Min-chun, Hsieh Pei-chen, Hsueh Hsuan-Yi, Fang Chieh-min, Chou Tien-chen, Wu Chun-wei |

## Medagliere
| Posizione | Paese         |   |   |    | Totale |
| --------- | ------------- | - | - | -- | ------ |
| 1         | Thailandia    | 2 | 0 | 3  | 5      |
| 2         | Corea del Sud | 2 | 0 | 0  | 2      |
| 3         | Taipei cinese | 1 | 4 | 4  | 9      |
| 4         | Indonesia     | 1 | 0 | 2  | 3      |
| 5         | Cina          | 0 | 2 | 2  | 4      |
| 6         | Giappone      | 0 | 0 | 1  | 1      |
| Totale    | Totale        | 6 | 6 | 12 | 24     |